# V Comando del Distrito Aéreo
El V Comando del Distrito Aéreo (Luftkreis-Kommando V) fue una unidad de la Luftwaffe de la Alemania nazi.

## Historia
Fue formado el 1 de abril de 1934 en München, subordinado por el R.L.M. Ministerio del Aire del Imperio (Reichluftfahrministerium). Usada para cubrir la designación en Gehobenes de la V Oficina Aérea hasta el 31 de marzo de 1935. El 12 de octubre de 1937 es renombrado 5.° Comando del Distrito Aéreo, y el 4 de febrero de 1938 es redesignado al 3.º Comando del Grupo de la Fuerza Aérea.

## Comandantes
- General de Vuelo Karl Eberth – (1 de abril de 1934 – 1 de octubre de 1935)
- Mayor general Hugo Sperrle – (1 de octubre de 1935 – 1 de noviembre de 1936)
- Teniente General Ludwig Wolff – (1 de noviembre de 1936 – 4 de febrero de 1938)

### Jefes de Estado Mayor
- Coronel Ludwig Wolf – (1 de abril de 1934 – 1 de noviembre de 1936)
- Coronel Maximilian Ritter von Pohl – (1 de noviembre de 1936 – 4 de febrero de 1938)

## Orden de Batalla
Controlando las siguientes unidades
- V Comandante Superior Aéreo en München – (1 de abril de 1935 – 12 de octubre de 1937)
- 5.° Comandante Superior Aéreo en München – (12 de octubre de 1937 – 4 de febrero de 1938)
- V Comando Superior de Artillería Antiaérea del Distrito Aéreo en München – (1 de octubre de 1935 – 12 de octubre de 1937)
- 5.° Comandante Superior Antiaéreo en München – (12 de octubre de 1937 – 4 de febrero de 1938)
- 13.° Comando Administrativo Aéreo en Nürnberg – (1 de abril de 1937 – 12 de octubre de 1937)
- 14.° Comando Administrativo Aéreo en München – (1 de abril de 1936 – 12 de octubre de 1937)
- 15.° Comando Administrativo Aéreo en Stuttgart – (1 de abril de 1936 – 12 de octubre de 1937)
- XIII Comando Administrativo Aéreo en Nürnberg – (12 de octubre de 1937 – 4 de febrero de 1938)
- XIV Comando Administrativo Aéreo en München – (12 de octubre de 1937 – 4 de febrero de 1938)
- XV Comando Administrativo Aéreo en Stuttgart – (12 de octubre de 1937 – 4 de febrero de 1938)
- 5° Grupo Aéreo de Mantención
- 15° Regimiento Aéreo de Comunicaciones en München – (1 de octubre de 1935 – 4 de febrero de 1938)